# Lajeado (kommun i Brasilien, Tocantins)
Lajeado är en kommun i Brasilien.   Den ligger i delstaten Tocantins, i den centrala delen av landet, 700 km norr om huvudstaden Brasília. Antalet invånare är 2 773.
Omgivningarna runt Lajeado är huvudsakligen savann. Runt Lajeado är det glesbefolkat, med 8 invånare per kvadratkilometer.